# Lars Holtkamp
Lars Holtkamp (* 1969 in Recklinghausen) ist ein deutscher Politik- und Verwaltungswissenschaftler. Er ist Professor an der Fernuniversität in Hagen.

## Studium und wissenschaftliche Laufbahn
Holtkamp studierte 1990 bis 1996 Sozialwissenschaften an der Ruhr-Universität Bochum und erhielt 1997 bis 1999 ein Graduiertenstipendium des Landes Nordrhein-Westfalen. 1999 erfolgte die Promotion zum Doktor der Sozialwissenschaften an der Ruhr-Universität Bochum mit einer Dissertation zur kommunalen Haushaltspolitik, für die er 2001 den Carl-Goerdeler-Preis der Carl-Goerdeler-Stiftung und den Wilhelm-Hollenberg-Preis der Gesellschaft der Freunde der Ruhr-Universität Bochum erhielt.
1999 bis 2000 war er Wissenschaftlicher Mitarbeiter an der Ruhr-Universität im Projekt Kommunalwahlen 1999 in NRW sowie 1999 an der Fernuniversität Hagen.
2007 erhielt Holtkamp die Venia Legendi für Politikwissenschaft und Verwaltungswissenschaft. Ab 2008 hatte er eine Vertretungsprofessur für Politik und Verwaltung an der Fernuniversität Hagen inne. 2010 erfolgte dort die Ernennung zum Professor für Politik und Verwaltung.
Seine Arbeits- und Forschungsschwerpunkte sind Haushaltspolitik, Verwaltungsmodernisierung, Demokratiereformen, Parteien sowie lokale Politikforschung.

## Politisches Engagement
Lars Holtkamp war von 1989 bis 2014 für die Grünen Ratsmitglied in Waltrop. Als wesentliche kommunalpolitische Ziele gab er den Ausbau von Bürgerbeteiligung nach dem Leitbild der Bürgerkommune, eine schrittweise Konsolidierung des Waltroper Haushaltes ohne Sozialabbau und die Begrenzung der Parteipolitisierung der Kommunalpolitik an.

## Veröffentlichungen (nur Monografien)
- Kommunalpolitik und Kommunalverwaltung – Eine praxisorientierte Einführung, Bundeszentrale für politische Bildung, Bonn 2013 (zusammen mit Jörg Bogumil)
- Verwaltungsreformen – Eine problemorientierte Einführung in die Verwaltungswissenschaft, Springer VS, Wiesbaden 2012 (Rezension)
- Kommunale Haushaltspolitik bei leeren Kassen. Bestandsaufnahme, Konsolidierungsstrategien, Handlungsoptionen, Schriftenreihe Modernisierung des öffentlichen Sektors, Bd. 33, edition sigma, Berlin 2010
- Die Hälfte der Macht im Visier – Der Einfluss von Institutionen und Parteien auf die politische Repräsentation von Frauen, Heinrich-Böll-Stiftung, Berlin 2010 (zusammen mit Sonja Schnittke)
- Kommunale Konkordanz- und Konkurrenzdemokratie – Parteien und Bürgermeister in der repräsentativen Demokratie, Habilitationsschrift, erschienen in der Reihe Gesellschaftspolitik und Staatstätigkeit Bd. 30, Wiesbaden, VS Verlag für Sozialwissenschaften 2008
- Perspektiven kommunaler Verwaltungsmodernisierung, Schriftenreihe Modernisierung des öffentlichen Sektors Bd. 30, Berlin, edition sigma 2007 (zusammen mit Jörg Bogumil u. a.)
- Kommunalpolitik und Kommunalverwaltung – Eine policyorientierte Einführung, Band 42 der Reihe „Grundwissen Politik“, VS Verlag für Sozialwissenschaften, Wiesbaden 2006 (zusammen mit Jörg Bogumil)
- Kooperative Demokratie – Das politische Potential von Bürgerengagement, Frankfurt 2006 (zusammen mit Jörg Bogumil u. a.)
- Statusreport Verwaltungsreform – eine Zwischenbilanz nach zehn Jahren, Schriftenreihe Modernisierung des öffentlichen Sektors Bd. 24, Berlin 2004 (zusammen mit Jörg Bogumil u. a.)
- Das Reformmodell Bürgerkommune – Leistungen – Grenzen – Perspektiven, Schriftenreihe Modernisierung des öffentlichen Sektors Bd. 22, Berlin 2003 (zusammen mit Jörg Bogumil u. a.)
- Verwaltung auf Augenhöhe – Strategie und Praxis kundenorientierter Dienstleistungspolitik, Schriftenreihe Modernisierung des öffentlichen Sektors Bd. 19, Berlin 2001 (zusammen mit Jörg Bogumil und Leo Kißler)
- Kommunale Haushaltspolitik in NRW – Haushaltslage – Konsolidierungspotentiale – Sparstrategien, Diss., Opladen 2000
- Bürgerbeteiligung in Städten und Gemeinden – Praxisleitfaden für die Bürgerkommune, Heinrich-Böll-Stiftung, Berlin 2000
- Friede, Freude, Eierkuchen? Mediationsverfahren in der Umweltpolitik, Marburg 1995 (zusammen mit Birgit Stach)

## Auszeichnungen
- 2001 Kommunalwissenschaftlicher Preis der Carl und Anneliese Goerdeler-Stiftung Leipzig